# Angela Borsuk

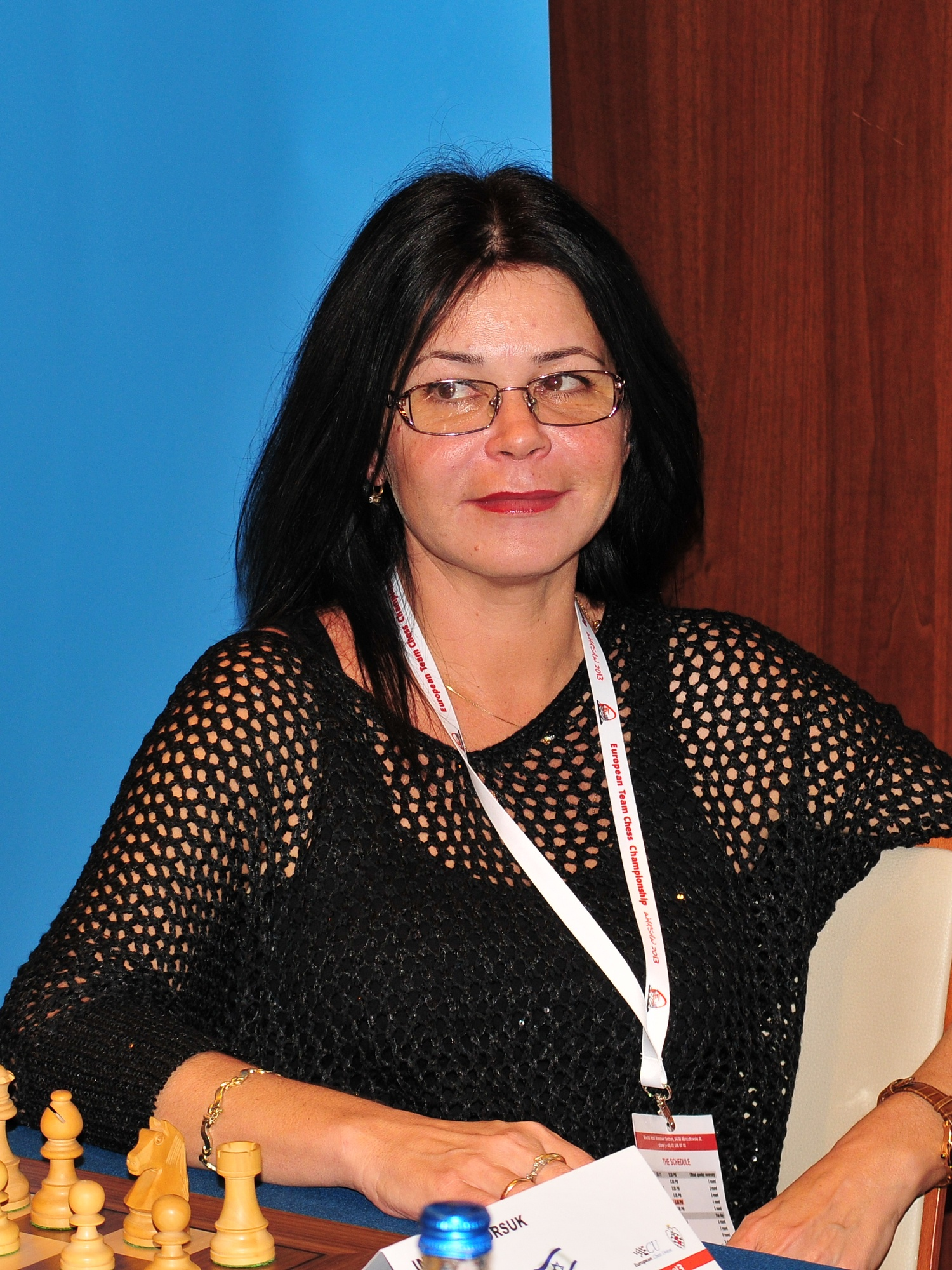
Angela Borsuk in 2013

Angela Borsuk (Hebreeuws: אנג'לה בורסוק) (Cherson, 29 augustus 1967) is een Oekraïens-Israëlische schaakster. Zij is sinds 1997 een grootmeester bij de dames (WGM). Sinds 2008 is ze een Internationaal Meester (IM).
Borsuk werd geboren in Cherson, Oekraïne en schaakte in 1989 voor de eerste keer voor Oekraïne.
Het grootste deel van haar carrière schaakte ze voor Israël.
Angela Borsuk maakte haar debuut in het Israëlische nationale schaakteam bij het Europees schaakkampioenschap voor landenteams voor vrouwen in 1999, waar ze voor haar individuele prestatie aan het reservebord een zilveren medaille behaalde. Vervolgens nam ze aan dit toernooi deel in 2005, 2007, 2009, 2011 en 2013.

## Schaakolympiades
Angela Borsuk speelde diverse keren met het Israëlische team in een Schaakolympiade:
- in 2000, aan het derde bord bij de 34e Schaakolympiade, gehouden in Istanboel, in Turkije (+5 =5 –2)[3]
- in 2002, aan het tweede bord bij de 35e Schaakolympiade, gehouden in Bled, in Slovenië (+6 =5 –3)[3]
- in 2004, aan het eerste bord bij de 36e Schaakolympiade, gehouden in Calvià, in Spanje (+4 =7 –3)[3]
- in 2006, aan het tweede bord bij de 37e Schaakolympiade, gehouden in Turijn, in Italië (+4 =5 –2)[3]
- in 2008, aan het tweede bord bij de 38e Schaakolympiade, gehouden in Dresden, in Duitsland (+3 =2 –4)[3]
- in 2012, aan het vierde bord bij de 40e Schaakolympiade, gehouden in Istanboel, in Turkije (+3 =1 –2)[3]
- in 2014, aan het vierde bord bij de 41e Schaakolympiade, gehouden in Tromsø, in Noorwegen (+6 =0 –3)[3]